# Piaski (powiat szczecinecki)
Piaski (niem. Paatzig) – wieś w Polsce położona w województwie zachodniopomorskim, w powiecie szczecineckim, w gminie Barwice. We wsi znajduje się m.in. pomnik przyrody, kościół filialny Parafii św. Stefana w Barwicach - zamknięty. Do 31.08.2018 działała Szkoła Podstawowa im. Bolesława Krzywoustego w Piaskach.

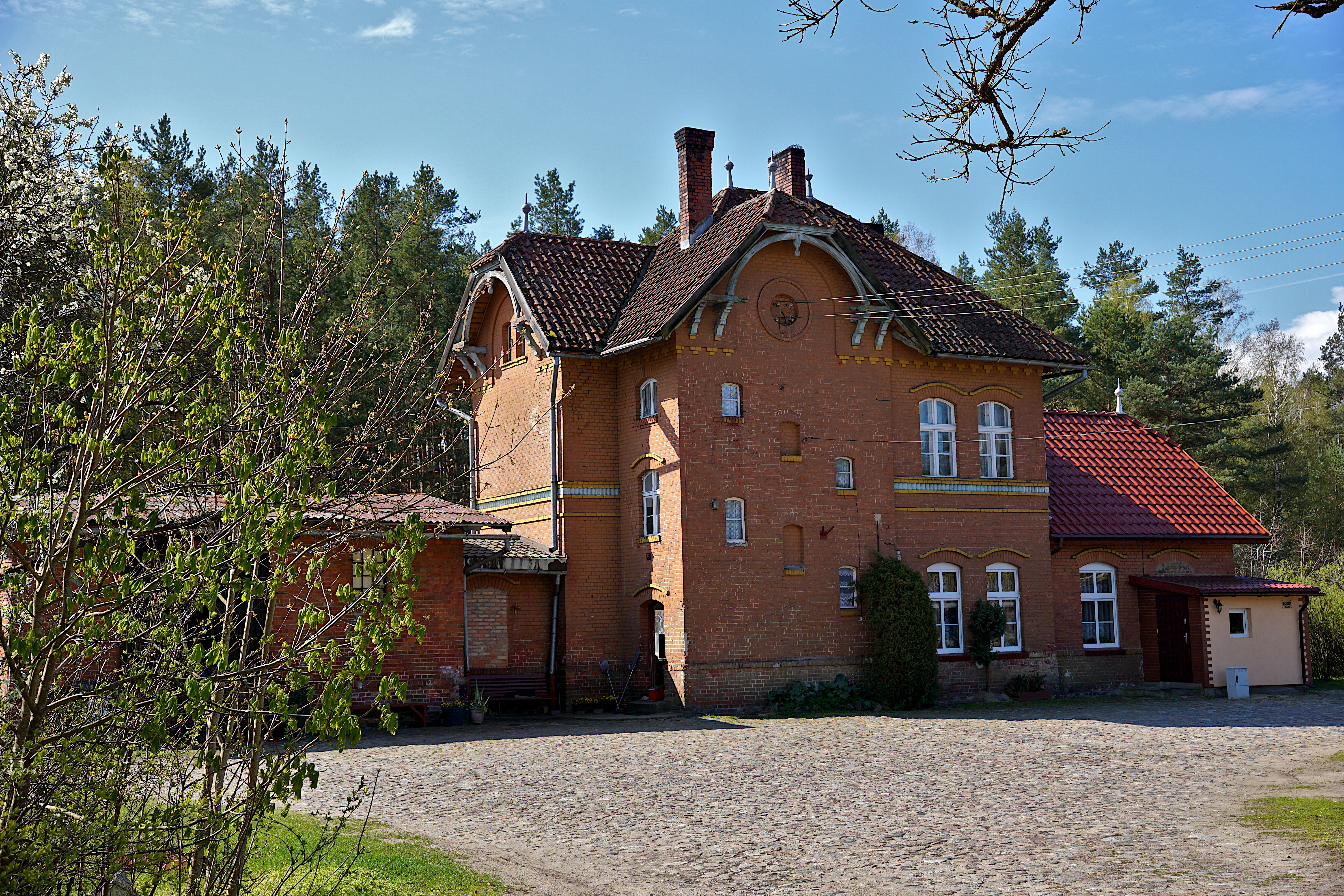
Stary dworzec w Piaskach

## Turystyka
Trasa wycieczkowa: "Przełom rzeki Dębnicy".